# Stazione di Habu
La stazione di Habu (埴生?, Habu-eki) è una stazione ferroviaria situata nella città di Sanyō-Onoda, nella prefettura di Yamaguchi in Giappone. Si trova lungo la linea principale Sanyō della JR West.

## Linee e servizi
JR West
■ Linea principale Sanyō

## Caratteristiche
La stazione è dotata di un marciapiede a isola e uno laterale con tre binari in superficie passanti.
| 1 | ■ Linea principale Sanyō | per Shimonoseki          |
| 2 | Binario non in uso       | Binario non in uso       |
| 3 | ■ Linea principale Sanyō | per Asa e Shin-Yamaguchi |

## Stazioni adiacenti
| «                      | Servizio               | »                      |
| Linea principale Sanyō | Linea principale Sanyō | Linea principale Sanyō |
| ---------------------- | ---------------------- | ---------------------- |
| Asa                    | -                      | Ozuki                  |